# Stazione di Piazza al Serchio
Stazione di Piazza al Serchio vasútállomás Olaszországban, Piazza al Serchio településen.

## Vasútvonalak
Az állomást az alábbi vasútvonalak érintik:
- Aulla Lunigiana–Lucca-vasútvonal

## Kapcsolódó állomások
A vasútállomáshoz az alábbi állomások vannak a legközelebb:
- Stazione di Minucciano-Pieve-Casola
- Stazione di Camporgiano